# Dem Franchize Boyz
Dem Franchize Boyz est un groupe de hip-hop américain, originaire d'Atlanta, en Géorgie. Il dénombre trois albums studio, Dem Franchize Boyz publié en 2004, On Top of Our Game en 2005, et Our World, Our Way en 2008, tous ayant atteint les classements musicaux américains. Le groupe annonce sa séparation en 2009 sur son compte Twitter.

## Biographie
Le groupe est signé au label Universal Records en 2004. Universal publie leur premier album homonyme le 14 septembre la même année qui atteindra la 18e place des R&B Albums, la 106e place du Billboard 200, et la première place des Top Heatseekers. Le single extrait de l'album, White Tee, atteindra également les classements musicaux américains. Le remix des Dem Franchize Boyz de leur chanson Oh I Think They Like Me est simplement ré-intitulé I Think They Like Me en collaboration avec Dupri, Bow Wow, et Da Brat, et atteint le classement Billboard R&B.
En 2005, le producteur Jermaine Dupri signe les Dem Franchize Boyz à son label So So Def après les avoir transféré de Arista Records à Virgin Records.  So So Def publie leur deuxième album, On Top Of Our Game, le 7 février 2006, puis les singles Lean Wit It, Rock Wit It et Ridin' Rims qui atteindront les classements musicaux. Lean Wit It est l'une des nombreuses chansons snap popularisées en 2006, en parallèle notamment à Laffy Taffy de D4L, et Play de David Banner. En 2006, Parlae et huit autres individus sont arrêtés pour détention illégale de drogues, d'armes à feu, et de 160 000 $ en liquide dans son studio à Atlanta,. En 2007, Pimpin est arrêté pour excès de vitesse ; le rappeur roulait sous stupéfiant et est ensuite incarcéré en cellule de dégrisement.
Les Dem Franchize Boyz collaborent avec Korn pour la production d'un mash-up de Lean wit It, Rock wit It et Coming Undone intitulé Coming Undone wit It. Ils participent également au single Everytime tha Beat Drop de la chanteuse Monica. Ils publient leur troisième album, Our World, Our Way au label Koch Records le 30 septembre 2008.
En 2009, un message officiel du groupe sur Twitter annonce sa séparation, sans aucune raison apparente.

## Discographie

### Albums studio
- 2004 : Dem Franchize Boyz
- 2005 : On Top of Our Game
- 2008 : Our World, Our Way

### Singles
- 2004 : White Tee
- 2005 : I Think They Like Me (Remix) (avec Jermaine Dupri, Da Brat et Bow Wow)
- 2006 : Lean Wit It, Rock Wit It (avec Peanut et Charlay)
- 2006 : Ridin' Rims
- 2006 : Everytime Tha Beat Drop (Monica avec Dem Franchize Boyz)
- 2008 : Talkin' Out da Side of Ya Neck!
- 2008 : Mr. Feel Good (avec Mannie Fresh)
- 2008 : Turn Heads